# Тур Бретани (женский)
Женский Тур Бретани (англ. Bretagne Ladies Tour, фр. Tour de Bretagne Féminin) — женская шоссейная многодневная велогонка проходящая во Франции по дорогам исторической области Бретань. Женская версия мужской гонки Тур Бретани.
Созданная в 1987 году, она входила в календарь Международного союза велосипедистов в категории 2.2. С 1987 по 1996 годы гонка называлась фр. Tour du Finistère. С 2004 по 2007 годы гонка называлась фр. Tour de Bretagne International Féminin и с 2007 по 2019 годы — фр. Tour de Bretagne Féminin. После перерыва в 2017 и 2018 годах тур вернулся в календарь UCI в 2019 году.
В 2020 году гонка получает название англ. Bretagne Ladies Tour и переходит в категорию 2.1. В 2020 году гонка, первоначально запланированная на июнь, была сначала перенесена на октябрь, а в конце концов отменена по решению префектуры в связи с пандемией Ковид-19.

## Формат и классификации
Гонка является многодневной и включает несколько этапов. Включает следующие классификации:
- Генеральная классификация — определяется по наименьшему суммарному времени прохождения всех этапов.
- Молодёжная классификация — для гонщиц молодёжного возраста с наименьшим суммарным временем.
- Очковая классификация — определяется по наибольшему количеству набранных очков на финишах этапов и промежуточных спринтах.
- Горная классификация — определяется по наибольшему количеству очков, набранных на горных финишах.

## Призёры
| Год  | Победитель            | Второй              | Третий                |          |
| ---- | --------------------- | ------------------- | --------------------- | -------- |
| 1987 | Сесиль Оден           | Франсуаза Лепродомм | Агнес Лохёйс-Дамвелд  |          |
| 1988 | Катрин Марсаль        | Сесиль Оден         | Хайди Ираткабал       |          |
| 1989 | Катрин Марсаль        | Дениза Келли        | Валери Симонне        |          |
| 1991 | Дайва Чепелене        | Наталья Ольшевская  | Изабель Николозо      |          |
| 1992 | Ханка Купфернагель    | Луция Цберг         | Марион Клинье         |          |
| 1993 | Жанни Лонго           | Марион Клинье       | Ольга Соколова        |          |
| 1994 | Светлана Бубненкова   | Катрин Марсаль      | Диана Жилюте          |          |
| 1995 | Жанни Лонго           | Валентина Полханова | Марина Прудникова     |          |
| 1996 | Марион Клинье         | Юдит Арндт          | Зульфия Забирова      |          |
| 1997 | Ханка Купфернагель    | Раса Поликевичюте   | Ивонн Макгрегор       |          |
| 1998 | Ханка Купфернагель    | Кэти Уотт           | Ивонн Макгрегор       |          |
| 1999 | Юдит Арндт            | Гунн-Рита Дале      | Энн Самплониус        |          |
| 2000 | Моника Вальвик        | Ингунн Боллеруд     | Йорунн Квалё          |          |
| 2001 | Юдит Арндт            | Аренда Гримберг     | Солрун Флатос         |          |
| 2003 | Эдвиж Питель          | Магали Ле Флок      | Кирсти Николь Робб    |          |
| 2004 | Магали Фино-Левье     | Даниэла Фузар-Поли  | Сандрин Маркуз        |          |
| 2005 | Марина Жонатр         | Магали Ле Флок      | Эдвиж Питель          |          |
| 2006 | Марина Жонатр         | Андреа Босман       | Александра Ранну      |          |
| 2007 | Марина Жонатр         | Карин Готар-Руссель | Тони Брэдшоу          |          |
| 2008 | Эмма Пули             | Джоанн Кисановски   | Лорен Франгеш         |          |
| 2009 | Лисбет Де Вохт        | Марианна Вос        | Александра Бурченкова |          |
| 2011 | Александра Бурченкова | Кэрол-Энн Канюэль   | Рей-Кристи Шоу        |          |
| 2012 | Анна Ван дер Брегген  | Софи Де Вёйст       | Од Бьянник            |          |
| 2013 | Одри Кордон           | Талита Де Йонг      | Светлана Бубненкова   |          |
| 2014 | Элиза Лонго Боргини   | Одри Кордон         | Дорис Швайцер         |          |
| 2015 | Илария Сангвинети     | Кристине Маерус     | Татьяна Антошина      |          |
| 2016 | Арленис Сьерра        | Анн-Софи Дёйк       | Клэр Роуз             |          |
| 2019 | Одри Кордон           | Кирстен Вилд        | Жюльетт Лабу          |          |
| 2020 | отменено              | отменено            | отменено              | отменено |
| 2021 | отменено              | отменено            | отменено              | отменено |
| 2022 | Виттория Гуаццини     | Седрин Кербаоль     | Элли Уолластон        |          |
| 2023 | Грейс Браун           | Корали Деме         | Алессия Виджилиа      |          |
| 2024 | Грейс Браун           | Алессия Виджилиа    | Амбер Крак            |          |